# Alexej Mirančuk
Alexej Andrejevič Mirančuk (cyrilicí: Алексей Андреевич Миранчук; * 17. října 1995 Slavjansk na Kubani) je ruský profesionální fotbalista, který hraje na pozici ofenzivního záložníka nebo křídelníka za italský klub Turín FC, kde je na hostování z Atalanty, a za ruský národní tým.

## Reprezentační kariéra
Miranchuk debutoval v ruské reprezentaci 7. června 2015 v přátelském utkání proti Bělorusku v Arena Khimki. V 71. minutě vystřídal Jurije Žirkova a o dvanáct minut později vstřelil vítěznou branku zápasu, který skončil 4:2.
Dne 11. května 2018 byl zařazen do předčasné ruské soupisky na domácí Mistrovství světa 2018. 3. června 2018 byl zařazen do závěrečné soupisky. Odehrál pouze poslední utkání základní skupiny proti Uruguayi, které Rusko prohrálo 0:3; Mirančuka, který se objevil v základní sestavě, po hodině hry vystřídal Fjodor Smolov.
Dne 2. června 2021 byl nominován Stanislavem Čerčesovem na závěrečný turnaj Euro 2020.

## Statistiky

### Klubové
K 23. květnu 2021
| Klub             | Sezóna  | Liga         | Liga   | Liga | Pohár  | Pohár | Evropské poháry | Evropské poháry | Ostatní | Ostatní | Celkem | Celkem |
| Klub             | Sezóna  | Liga         | Zápasy | Góly | Zápasy | Góly  | Zápasy          | Góly            | Zápasy  | Góly    | Zápasy | Góly   |
| ---------------- | ------- | ------------ | ------ | ---- | ------ | ----- | --------------- | --------------- | ------- | ------- | ------ | ------ |
| Lokomotiv Moskva | 2012/13 | Premier Liga | 6      | 1    | 0      | 0     | –               | –               | –       | –       | 6      | 1      |
| Lokomotiv Moskva | 2013/14 | Premier Liga | 8      | 1    | 1      | 0     | –               | –               | –       | –       | 9      | 1      |
| Lokomotiv Moskva | 2014/15 | Premier Liga | 17     | 1    | 3      | 1     | 1               | 0               | –       | –       | 21     | 2      |
| Lokomotiv Moskva | 2015/16 | Premier Liga | 27     | 2    | 2      | 0     | 6               | 1               | 1       | 0       | 36     | 3      |
| Lokomotiv Moskva | 2016/17 | Premier Liga | 29     | 3    | 5      | 2     | –               | –               | –       | –       | 34     | 5      |
| Lokomotiv Moskva | 2017/18 | Premier Liga | 30     | 7    | 1      | 0     | 9               | 1               | 1       | 0       | 41     | 8      |
| Lokomotiv Moskva | 2018/19 | Premier Liga | 30     | 3    | 7      | 2     | 6               | 0               | 1       | 0       | 44     | 5      |
| Lokomotiv Moskva | 2019/20 | Premier Liga | 27     | 12   | 0      | 0     | 4               | 2               | 1       | 2       | 32     | 16     |
| Lokomotiv Moskva | 2020/21 | Premier Liga | 4      | 2    | 0      | 0     | 0               | 0               | 1       | 0       | 5      | 2      |
| Lokomotiv Moskva | Celkem  | Celkem       | 178    | 32   | 19     | 5     | 26              | 4               | 5       | 2       | 228    | 43     |
| Atalanta         | 2020/21 | Serie A      | 25     | 4    | 3      | 2     | 3               | 1               | –       | –       | 31     | 7      |
| Celkem           | Celkem  | Celkem       | 203    | 36   | 22     | 7     | 29              | 5               | 5       | 2       | 259    | 50     |

### Reprezentační
K 1. červnu 2021
| Rusko  | Rusko  | Rusko |
| Rok    | Zápasy | Góly  |
| ------ | ------ | ----- |
| 2015   | 2      | 1     |
| 2016   | 3      | 0     |
| 2017   | 9      | 3     |
| 2018   | 6      | 0     |
| 2019   | 5      | 1     |
| 2020   | 3      | 0     |
| 2021   | 4      | 0     |
| Celkem | 32     | 5     |

#### Reprezentační góly
K zápasu odehranému 1. června 2021. Skóre a výsledky Ruska jsou vždy zapisovány jako první
| Gól | Datum              | Místo                                      | Soupeř      | Skóre | Výsledek | Soutěž                   |
| --- | ------------------ | ------------------------------------------ | ----------- | ----- | -------- | ------------------------ |
| 1.  | 7. června 2015     | Arena Chimki, Chimki, Rusko                | Bělorusko   | 3:2   | 4:2      | Přátelský zápas          |
| 2.  | 28. března 2017    | Olympijský stadion Fišt, Soči, Rusko       | Belgie      | 2:3   | 3:3      | Přátelský zápas          |
| 3.  | 7. října 2017      | VEB Arena, Moskva, Rusko                   | Jižní Korea | 4:0   | 4:2      | Přátelský zápas          |
| 4.  | 14. listopadu 2017 | Krestovskij stadion, Petrohrad, Rusko      | Španělsko   | 2:2   | 3:3      | Přátelský zápas          |
| 5.  | 19. listopadu 2019 | San Marino Stadium, Serravalle, San Marino | San Marino  | 3:0   | 5:0      | Kvalifikace na Euro 2020 |

## Ocenění

### Klubové

#### Lokomotiv Moskva
- Ruská Premier Liga: 2017/18
- Ruský fotbalový pohár: 2014/15, 2016/17, 2018/19
- Ruský Superpohár: 2019

### Individuální
- Nejlepší mladý hráč sezóny Ruské Premier Ligy: 2013/14[6]